# أسمر إبراهيم أسمر
أسمر إبراهيم أسمر (مواليد 1930)، هو طبيب وسياسي لبناني من أصول سريانية. وُلد في محلة المصيطبة في بيروت وتلقى علومه في مدرسة السريان في الخندق الغميق ثم درس في الجامعة الأميركية في بيروت، وتخصص في أمراض القلب في جامعة مونبلييه في فرنسا حيث تخرّج منها في العام 1959.
انتخب الأسمر نائبا في البرلمان اللبناني عن مقعد الأقليات في بيروت في الانتخابات البرلمانية عام 1992، حيث كان مرشحا على قائمة سليم الحص. وفي انتخابات العام 1996 ترشح على قائمة نجاح واكيم ولكن لم يتم إعادة انتخابه.